# Aebutina binotata
Aebutina binotata är en spindelart som beskrevs av Simon 1892. Aebutina binotata ingår i släktet Aebutina och familjen kardarspindlar. Inga underarter finns listade i Catalogue of Life.